# Monel

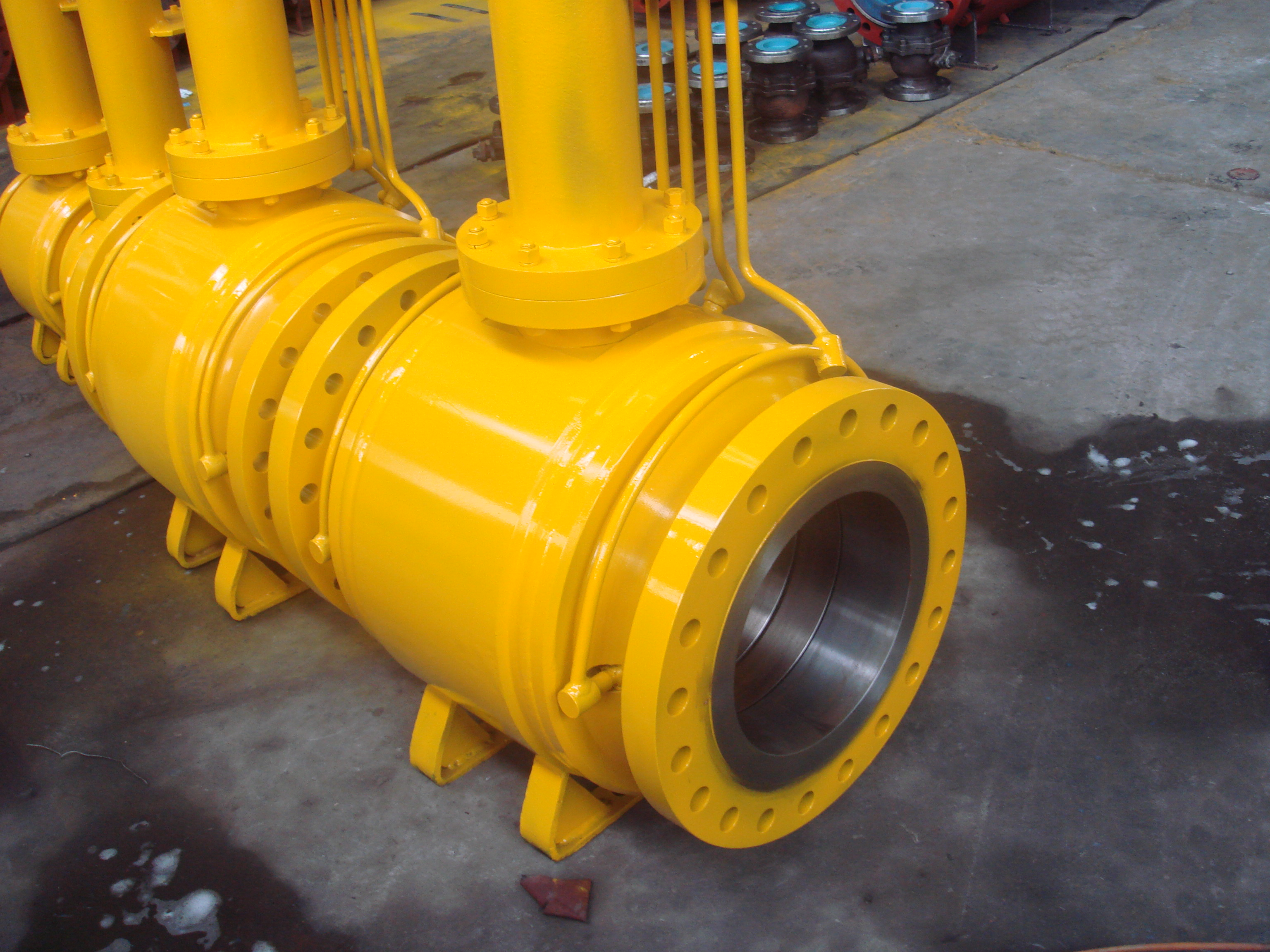
Ventiler av monel.

Monel är en legering som uppfanns 1901 av Robert Crooks Stanley, som verkade vid International Nickel Company, INCO. Namnet monel på legeringen valdes för att hedra chefen för INCO, Ambrose Monell.
Monelmetall är en legering av koppar och nickel med omkring 70 procent av den senare metallen. Den framställs ur nickel- och kopparhaltig malm, utan att metallerna först skiljs åt. Då erhålls en fullständigare och likformigare blandning, än om de båda metallerna direkt sammansmälts med varandra. Monelmetallen liknar till utseendet nickel och antar liksom denna vid polering vacker glans. Den rostar inte och är i hög grad oemottaglig för påverkan av söt- eller saltvatten, syror och överhettad ånga. Monelmetallen kan valsas eller smidas till stänger, tråd och plåt samt gjutas. Hållfasthetsegenskaperna är:
|                     |        | Valsad | Gjuten |
| Brottgräns          | kg/mm2 | 67     | 55     |
| Elasticitetsgräns   | - ” -  | 39     | 27     |
| Tänjbarhet på 50 mm | proc   | 41     | 28     |
| Kontraktion         | - ” -  | 60     | -      |

På grund av dessa egenskaper har monelmetallen funnit användning, delvis i stället för järn, för ändamål där motståndsförmågan mot rostning och annan kemisk påverkan är av betydelse, såsom till takplåt och takrännor, fartygsplåt, eldstadsplåtar, mejerimaskiner, propellrar, ventilhus och ventilsäten med mera.
Legeringen består av 65–70 % nickel, 20–29 % koppar, 2–5 % mangan, spår av järn, aluminium, kisel, titan och svavel.
Materialet har många goda egenskaper:
- starkare än stål
- motståndskraftigt mot korrosion
- smidbart
- svets- och lödbart
- härdbart

Härdning inträffar plötsligt, varför svarvning måste ske långsamt och försiktigt, så att arbetsstycket inte blir för varmt; annars biter ej längre svarvstålet.
Materialet är magnetiskt med en mycket låg Curietemperatur, 21–49 °C. Denna egenskap gör det användbart för termostater för dessa temperaturer.
Smältintervall 1 300–1 350 °C.
Användningsområde är svåra marina miljöer. En udda användning är strängar till musikinstrument.